# 네나드 밀리야시
네나드 밀리야시(세르비아어: Ненад Милијаш, Nenad Milijaš, 1983년 4월 30일 ~ )는 세르비아의 전 축구 선수로, 포지션은 미드필더이며 2010년 FIFA 월드컵에서 세르비아 대표로 출전했다.